# Szóképzés a magyar nyelvben
A magyar nyelvben a szóképzés a legjelentősebb szóalkotási mód a szóösszetétel mellett. Képzőknek nevezett toldalékokkal történik, melyek a szuffixumok nagyobb kategóriájához tartoznak. A más nyelvekben alkalmazott szóképzést tekintetbe véve a magyarban utóképzőkről van szó. Bár nem kezelik a szóképzés keretében, a magyar igekötő is „képzőkre emlékeztetően módosítja vagy változtatja meg a jelentést (pl. becsap, megszólal, rászed)”, azaz előképzőként is működik.
A képzőt többnyire tőszóhoz (olvasgat), képzett szóhoz (jajgatózik), egyszerű vagy összetett szóhoz (eszmélődik, menyasszonykodik) adják. Az első három példában a jelzők szófajtartók (igéből igét képeznek), a negyedikben a képző szófajváltó (főnévből igét képez). Ritkábban képzőt cserélnek olyan szótő után, mely nem létezik önálló szóként: repül, repdes, repked. Az utóbbi esetben a képző csupán szófajjelölő.
Egyes képzők több szófajhoz tartozó szóhoz járulhatnak. Például a ‑tlan/‑tlen, ‑atlan/‑etlen, ‑talan/‑telen képzők hozzáadhatók melléknévhez, főnévhez és igéhez is: bátortalan, örömtelen, tehetetlen.
Egyazon szótő többféle képzőt is kaphat. Például a szem szóból különböző jelentéseitől függően olyan származékok léteznek, mint: szemcse, szemecske, szemelget, szemereg, szemerkél, szemes, szemez, szemlél, szemölcs stb. Másrészt a szavakat tovább lehet képezni. Példa viszonylag komplex képzésre: ad + ‑at → adat + ‑ol → adatol + ‑hat → adatolhat + ‑atlan → adatolhatatlan + ‑ság → adatolhatatlanság.

## A képzők eredete
Az ősmagyar nyelv a finnugor és az ugor korból örökölt képzőket, pl. ‑d, ‑g, ‑l, ‑m, ‑r, ‑z, majd az ősmagyarban keletkeztek más képzők, pl. ‑a, ‑e, ‑ó, ‑ő, ‑ú, ‑ű. Később új képzők lettek önálló szavakból, például a hat igéből a ‑hat/‑het képző vagy a ság, illetve ség ’domb, halom’ főnévből a ‑ság/‑ség képző. Újabb képző a nő főnévből keletkezett ‑né (királyné). A mai nyelvben is keletkeznek képzők, pl. ‑fajta, ‑féle, ‑szerű, bár ezek még összetételi utótagra hasonlítanak.
Új képzők keletkeztek más képzők összekapcsolódásából is. Ily módon lett a gyakorító ‑g-ből és a műveltető ‑(a)t-ból a ‑gat/‑get gyakorító igeképző, a ‑z igeképzőből és az ‑at/‑et főnévképzőből pedig a ‑zat/‑zet (állványzat, hálózat) képző. Más képzők egy képző megismétlése nyomán alakultak ki: a ‑t igeképzőből a ‑tat/‑tet (altat, fektet), az ‑l igeképzőből a ‑lal/‑lel (kérlel, taglal).
Jövevény képzőknek nevezhetők is vannak a magyarban, amennyiben jövevény szavakkal együtt kerültek a nyelvbe, és utólag más szavakhoz is hozzáadták őket. Így lett a szláv eredetű ‑nok/‑nök (bajnok) a dalnok, főnök képzője, vagy a latin ‑ista (humanista) az egyetemista szóé.

## A képzők termékenysége és gyakorisága
Vannak termékeny képzők, azaz olyanok, amelyekkel a mai nyelvben is alakulnak új szavak. Ilyenek a magyarban például a ‑gat/‑get (szólítgat, cserélget) és az ‑ás/‑és (privatizálás, menedzselés) képzők.
A nem termékeny képzőkkel nem alakulnak új származékok. Példa ilyenre a ‑dos/‑des/‑dös képző: rugdos, nyeldes, bökdös.
A termékeny képzők többnyire gyakoriak is (pl. ‑gat/‑get), de lehetnek viszonylag ritkák is, pl. ‑ékony/‑ékeny (rebbenékeny). Ugyanakkor vannak nem termékeny, de viszonylag sok aktuális szóban jelen levő képzők, pl. ‑an/‑en (csattan, szökken).

## A képzők jelentése
Egyik szemantikai szempontból a képzőket négy osztályba lehet csoportosítani: többjelentésűek, homonimák, szinonimák és ellentétes jelentésűek.
Többjelentésű például a ‑z igeképző. Olyan jelentéseket ad igéknek, mint „az alapszóban megnevezett dologgal végez valamit” (grillez), „az alapszóban megnevezett dologgal ellát” (programoz), „az alapszóban megnevezett dologgal muzsikál” (szintetizátorozik), „az alapszóban megnevezett dolgon megy, utazik” (szörföz), „az alapszóban megnevezett dolgot fogyasztja” (hamburgerezik), „az alapszóban megnevezett dologban részt vesz” (diszkózik) stb.
Nem tévesztendő össze az ilyen képző homonim, azaz azonos alakú, de más-másféle szófajú szóhoz járuló és más-más jelentésű képzőkkel. Például van az igéből műveltető igét képző ‑at/‑et (írat), és az ugyanolyan alakú igéből főnevet képző: irat.
Vannak szinonim, azaz egyazon jelentésű képzők is, bár általában nem lehet akármelyiket egyazon alapszóhoz hozzáadni. Például a cselekvés eredményét kifejezhetik a következő képzők: ‑ás/‑és (intézkedés), ‑at/‑et (akarat), ‑mány/‑mény (hirdetmény), ‑vány/‑vény (beadvány), ‑alom/‑elem (győzelem).
Ellentétes jelentésű képzők például a valamivel való ellátottságot kifejező ‑s (szerencsés) és a valamitől való megfosztottságot jelölő ‑tlan/‑tlen, ‑atlan/‑etlen, ‑talan/‑telen (szerencsétlen).
Más szempontból a képzők nagyon sok jelentést vagy jelentésárnyalatot adhatnak hozzá az alapszavakhoz. Ezen jelentések egy része a következő szakaszban látható.

## Termékeny képzők
A képzők egyik osztályozási módja a származék szófaja szerint lehetséges.

### Főnévképzők
| Képző       | Az alapszó szófaja | A képzett szó jellege                         | Példa                      |
| ----------- | ------------------ | --------------------------------------------- | -------------------------- |
| ‑ság/‑ség   | melléknév          | elvont főnév                                  | szépség                    |
| ‑ság/‑ség   | főnév              | elvont főnév                                  | barátság                   |
| ‑itás       | jövevény melléknév | elvont főnév                                  | modernitás                 |
| ‑ka/‑ke     | főnév              | kicsinyített főnév                            | leányka, egérke            |
| ‑cska/‑cske | főnév              | kicsinyített főnév                            | fiúcska, könyvecske        |
| ‑i          | személy utóneve    | becézőnév                                     | Feri (← Ferenc), Erzsi)    |
| ‑s          | főnév              | foglalkozásnév                                | órás                       |
| ‑s          | főnév              | számjegy vagy szám neve                       | százas                     |
| ‑ás/‑és     | ige                | komplex esemény neve                          | a lány megoperálása        |
| ‑ás/‑és     | ige                | egyszerű esemény neve                         | olvasás                    |
| ‑ás/‑és     | ige                | eredménynév                                   | bemélyedés                 |
| ‑ó/‑ő       | ige                | eseti cselekvő neve                           | a levél írója              |
| ‑ó/‑ő       | ige                | foglalkozásnév (intézményesült cselekvő neve) | A levél írója nem volt író |
| ‑ó/‑ő       | ige                | eszköznév                                     | evező                      |

### Melléknévképzők
| Képző                      | Az alapszó szófaja                    | Az alapszó szófaja                        | A képzett szó jellege                                                                  | Példa                                  |
| -------------------------- | ------------------------------------- | ----------------------------------------- | -------------------------------------------------------------------------------------- | -------------------------------------- |
| ‑atlan/‑etlen              | tárgyas ige                           | tárgyas ige                               | fosztó                                                                                 | megíratlan, neveletlen                 |
| ‑tlan/‑tlen, ‑talan/‑telen | főnév                                 | magánhangzóra végződő                     | fosztó                                                                                 | sótlan, nőtlen                         |
| ‑tlan/‑tlen, ‑talan/‑telen | főnév                                 | mássalhangzóra végződő                    | fosztó                                                                                 | lombtalan, víztelen                    |
| ‑i                         | főnév                                 | foglalkozásnév                            | relációs melléknév                                                                     | tanári                                 |
| ‑i                         | főnév                                 | funkciónév                                | relációs melléknév                                                                     | elnöki                                 |
| ‑i                         | főnév                                 | intézménynév                              | relációs melléknév                                                                     | egyetemi                               |
| ‑i                         | főnév                                 | helységnév                                | relációs melléknév                                                                     | balatoni                               |
| ‑i                         | főnév                                 | elvont                                    | relációs melléknév                                                                     | pihenési                               |
| ‑i                         | főnév                                 | tevékenységi terület neve                 | relációs melléknév                                                                     | teológiai                              |
| ‑i                         | főnév                                 | időtartam neve                            | relációs melléknév                                                                     | nyári                                  |
| ‑i                         | főnév                                 | személyiség neve                          | relációs melléknév                                                                     | bartóki, József Attila‑i               |
| ‑beli                      | főnév                                 | földrész, ország, régió, város neve       | „vmihez tartozó, vmivel kapcsolatos” jelentés                                          | németországbeli, afrikabeli, varsóbeli |
| ‑beli                      | főnév                                 | intézménynév                              | „vmihez tartozó, vmivel kapcsolatos” jelentés                                          | parlamentbeli                          |
| ‑beli                      | főnév                                 | tevékenységi terület neve                 | „vmihez tartozó, vmivel kapcsolatos” jelentés                                          | építészetbeli                          |
| ‑beli                      | főnév                                 | gyűjtőnév                                 | „vmihez tartozó, vmivel kapcsolatos” jelentés                                          | csoportbeli                            |
| ‑s                         | főnév                                 | tárgy, eszköz, állat vagy növény neve     | „az alapszóban megnevezettel rendelkező vagy azzal ellátott” jelentés                  | sapkás dobos; kutyás, bokros           |
| ‑s                         | főnév                                 | intézmény, szervezet, személycsoport neve | „az alapszóban megnevezetthez tartozó, abban tevékenykedő” jelentés                    | főiskolás, fideszes                    |
| ‑s                         | főnév                                 | időtartam neve                            | „az alapszóban megnevezetthez kapcsolódó”                                              | éves                                   |
| ‑s                         | főnév                                 | ‑(ác)ió végződésű idegen szó              | „az alapszóban megnevezett fogalomhoz kapcsolódó”                                      | privatizációs                          |
| ‑s                         | melléknév                             | színnév                                   | „az alapszóban kifejezett tulajdonsághoz hasonló tulajdonsággal jellemezhető” jelentés | kékes                                  |
| ‑s                         | melléknév                             | népnév                                    | „az alapszóban kifejezett tulajdonsághoz hasonló tulajdonsággal jellemezhető” jelentés | svédes                                 |
| ‑s                         | melléknév                             | helységnévből ‑i-vel képzett              | „az alapszóban kifejezett tulajdonsághoz hasonló tulajdonsággal jellemezhető” jelentés | párizsias                              |
| ‑jú/‑jű                    | melléknévi vagy számnévi jelzős főnév | magánhangzóra végződő                     | „vmivel rendelkező” jelentés                                                           | nagy erejű                             |
| ‑ú/‑ű                      | melléknévi vagy számnévi jelzős főnév | mássalhangzóra végződő                    | „vmivel rendelkező” jelentés                                                           | háromlábú                              |
| ‑nyi                       | konkrét főnév                         | konkrét főnév                             | „valamilyen mértékű” jelentés                                                          | egy pohárnyi, egy méternyi             |

### Igeképzők
| Képző                                         | Az alapszó szófaja                      | Az alapszó szófaja            | A képzett szó jelentése                                               | Példa                                    |
| --------------------------------------------- | --------------------------------------- | ----------------------------- | --------------------------------------------------------------------- | ---------------------------------------- |
| ‑z(ik)                                        | főnév                                   | főnév                         | foglalkozik valamivel                                                 | programoz, diszkóz(ik)                   |
| ‑l                                            | főnév                                   | főnév                         | foglalkozik valamivel                                                 | bokszol                                  |
| ‑l                                            | idegen ige                              | idegen ige                    | foglalkozik valamivel                                                 | printel                                  |
| ‑ál                                           | idegen ige                              | idegen ige                    | foglalkozik valamivel                                                 | formattál                                |
| ‑kodik/‑kedik/‑ködik, ‑skodik/‑skedik/‑sködik | főnév                                   | foglalkozás- vagy funkciónév  | az alapszóval jelölt foglalkozásnak/funkciónak megfelelően viselkedik | kertészkedik, diákoskodik, mérnökösködik |
| ‑kodik/‑kedik/‑ködik, ‑skodik/‑skedik/‑sködik | emberi tulajdonságot kifejező melléknév | ‑s-sel képzett                | az alapszóval kifejezett tulajdonságnak megfelelően viselkedik        | aggályoskodik                            |
| ‑kodik/‑kedik/‑ködik, ‑skodik/‑skedik/‑sködik | emberi tulajdonságot kifejező melléknév | fosztóképzős                  | az alapszóval kifejezett tulajdonságnak megfelelően viselkedik        | hűtlenkedik                              |
| ‑gat/‑get                                     | cselekvést jelölő ige                   | tartós cselekvést jelölő      | a cselekvés csökkent értéke                                           | olvasgat                                 |
| ‑gat/‑get                                     | cselekvést jelölő ige                   | pillanatnyi cselekvést jelölő | gyakorítás                                                            | vereget                                  |
| ‑g                                            | hangutánzó tő                           | hangutánzó tő                 | történés tartóssága                                                   | dörög                                    |
| ‑n                                            | hangutánzó tő                           | hangutánzó tő                 | történés pillanatnyi volta                                            | dörren                                   |
| ‑odik/‑edik/‑ödik                             | melléknév                               | melléknév                     | a melléknév által jelölt tulajdonságúvá kezd válni                    | magasodik, sötétedik                     |
| ‑ít                                           | melléknév                               | melléknév                     | az alapszóval kifejezett tulajdonságúvá tesz                          | magasít, sötétít                         |
| ‑sodik/‑sedik/‑södik                          | népnév                                  | népnév                        | az alapszóban megnevezett néphez tartozónak kezd lenni                | németesedik                              |
| ‑sít                                          | népnév                                  | népnév                        | az alapszóban megnevezett néphez tartozóvá tesz                       | németesít                                |
| ‑izál                                         | idegen melléknév                        | idegen melléknév              | az alapszóval kifejezett tulajdonságúvá tesz                          | modernizál                               |
| ‑(t)at/‑(t)et                                 | ige                                     | ige                           | műveltető                                                             | mosat, nézet, dolgoztat, feleltet        |
| ‑ódik/‑ődik                                   | ige                                     | ige                           | mediális                                                              | becsukódik, elintéződik                  |
| ‑kodik/‑kedik/‑ködik                          | ige                                     | ige                           | visszaható                                                            | mosakodik, fésülködik                    |

Egyes nyelvészek szerint a ‑hat/‑het toldalék is képző (húzhat, kérhet), mások szerint jel, azaz inflexiós toldalék.
Az igenevek esete is vitatott. Egyesek szerint ezek igéből képzettek (látni, alvó, zárt, megírandó, ázva), mások szerint ezek toldalékainak a képző volta nem egyértelmű.

### Határozószó-képzők
| Képző     | Az alapszó szófaja       | Az alapszó szófaja       | A képzett szó jelentése                                             | Példa                  |
| --------- | ------------------------ | ------------------------ | ------------------------------------------------------------------- | ---------------------- |
| ‑n        | melléknév                | nem képzett              | cselekvés módja                                                     | vidáman                |
| ‑n        | melléknév                | képzett                  | cselekvés módja                                                     | szabályszerűen         |
| ‑ul/‑ül   | népnév                   | népnév                   | cselekvés módja                                                     | olaszul                |
| ‑ul/‑ül   | fosztóképzős melléknév   | fosztóképzős melléknév   | cselekvés módja                                                     | elkerülhetetlenül      |
| ‑lag/‑leg | ‑i-vel képzett melléknév | ‑i-vel képzett melléknév | a melléknév alapszavával megnevezett terület, fogalom szempontjából | logikailag, művészileg |
| ‑kor      | eseménynév               | eseménynév               | az esemény momentuma                                                | megérkezéskor          |

Egyes magyar grammatikákban itt nem melléknevekből képzett határozószókról van szó, hanem ragos, határozói funkciójú melléknevekről.

## Kapcsolódó szócikk
- Szóképzés